# Малгожата Лаурентович-Гранас
Малгожата Лаурентович-Гранас (рођена 14. јула 1946. у Забжеу) – пољски музеолог, суоснивач Музеја града Лођа и његов директор 2011–2016.

## Биографија
Рођена је у Забжеу, у Шлеској. Године 1975., заједно са Антонијем Шрамом, почела је да ствара Музеј града Лођа од нуле у палати Израела Познањског, а затим је, под руководством Ришарда Чубачињског, преузела функцију замјеника директора тог музеја. Године 2011., након пензионисања тадашњег директора Ришарда Чубачињског, именовала ју је без конкурса градоначелница града Лођа, Хана Здановска, на петогодишњи мандат за директорку Музеја града Лођа. Ову позицију је обављала до пензионисања 2016. године. Дуги низ година, као дугогодишњи запосленик, замјеник директора и коначно директор, учествовала је у стварању богатог садржаја и достигнућа Музеја. Она је ауторка и коауторка бројних изложби.

## Публикације
- Pałace "Ziemi Obiecanej", Widzewska Oficyna Wydawnicza ZORA, 1997.,  83-8669-910-8.
- Potęga Scheiblerów. Rodzina, Księży Młyn Dom Wydawniczy, 2021.,  978-83-7729-573-1.

## Награде
- Сребрна медаља „За заслуге у култури Глорија Артис“ (2010.)[4]
- Знак части „Бене Мерито“ (2015.)[5]